# Río del Oro (Asturias)
El río del Oro, también llamado río Or o río Lor, es un río del norte de la península ibérica que discurre por del suroccidente asturiano. Es afluente del río Navia y tiene aproximadamente 26 km de longitud. Debe su nombre a las minas auríferas explotadas en época romana.

## Curso
Nace en la vertiente sur de la Sierra del Palo, en el concejo de Allande, por donde discurre, de este a oeste, gran parte de su recorrido. Finalmente entra en el concejo de Grandas de Salime pasando por las inmediaciones de Villarpedre para desembocar en el Navia. Los dos últimos kilómetros de su curso se encuentran embalsados debido a la presa de Salime, aguas abajo de dicho río Navia.
Su principal afluente es el río Valledor, cuyas aguas recibe por la izquierda.

## Fauna
La trucha es una especie habitual del río del Oro.